# Vlag van Niigata

Vlag van Niigata (ratio 18:25)

De prefecturale vlag van Niigata bestaat uit een rood vlak met een goud of wit prefecturale embleem in het midden. Het prefecturale embleem wordt gevormd door een gestileerde kanji 新 [nii] aan de bovenkant, en twee katakana-karakters: ガ [ga] aan de linkerkant, en タ [ta] aan de rechterkant, in de vorm van een kraag die harmonie, hoop en ontwikkeling van de prefectuur voorstelt. De officieel kleur van het prefecturale embleem is goud, maar wit kan informeel worden gebruikt. De prefecturale vlag werd op 23 augustus 1963 aangenomen.